# 桥 (社会网络)
桥是连接社会网络中两个不同群体的社會聯繫。

## 定义
通俗来说，桥是节点之间的直接联系，若删除桥，这些节点将处于图里面不相连的元件中。
如图所示，假设A和B组成一个社会网络图，{\displaystyle n_{1}}在A中，{\displaystyle n_{2}}在B中，并且在{\displaystyle n_{1}}和{\displaystyle n_{2}}之间存在一个社會聯繫{\displaystyle e}。假如{\displaystyle e}被删除, A和B将会成为图形中互不相连的元件，这样我们就可以定义{\displaystyle e}为桥。
例如，A代表一个公司，B代表国会。其中{\displaystyle n_{1}}是说客，{\displaystyle n_{2}}是国会议员。{\displaystyle e}代表该公司和国会之间的关系，这就意味着公司和国会只能通过说客建立联系。
这与图论中的桥的概念非常相似，但具有社交网络的特殊属性，如存在强关系和弱关系的区别。

## 局域桥
局域桥是社会网络中两个节点之间的连接，是社会网络里面其中一个节点到连接另一个节点的最短路径。局域桥与一般的桥的不同之处在于，一旦本地桥被删除，两个节点之间只是失去了直接联系，但是依然具有间接联系，不过这两个节点之间的距离将会严格大于2。